# Douglas Kirkland
Douglas Kirkland (Toronto, 16 agosto 1934 – Los Angeles, 2 ottobre 2022) è stato un fotografo canadese naturalizzato statunitense.
Divenne noto per gli scatti che fece a Marilyn Monroe pochi mesi prima della sua morte. 

## Biografia
Nato a Toronto il 16 agosto 1934, crebbe nella vicina Fort Erie, dove suo padre gestiva un negozio di abbigliamento. Manifestò la passione per la fotografia sfogliando le riviste di moda acquistate dal padre. Frequentò la Seneca Vocational High School di Buffalo, New York, prima di trasferirsi definitivamente negli Stati Uniti.
Lavorò per la prima volta in uno studio fotografico a Richmond, in Virginia. Fu poi assistente di Sherwin Greenberg per un anno. Nel 1961 venne assunto dalla rivista Look: fu allora che gli venne assegnata una sessione fotografica con Marilyn Monroe. Le foto, scattate solo pochi mesi prima della morte della diva, contribuirono alla consacrazione di Kirkland. In proposito egli raccontò: "Incontrai Marilyn tre volte nel 1961: fotografarla fu memorabile. A un certo punto mi invitò a raggiungerla sul letto dove era stesa durante lo shooting ma feci finta di non capire e continuai a scattare. Marilyn era solo uno dei tanti soggetti che dovevo fotografare per quel servizio, alle star era stato chiesto come volessero essere ricordate 50 anni dopo, e non era nemmeno la storia di copertina. Alla fine venne pubblicata solo una sua foto a mezza pagina. Ma l'anno dopo Marilyn morì e divenne un mito. Così le foto che le avevo scattato guadagnarono un'attenzione e un valore inaspettati. Certo, non mi sarei aspettato che queste sarebbero diventate alcune delle mie immagini più famose, ma sono entusiasta che lo siano: mi dà un meraviglioso senso di realizzazione".
Nel corso degli anni posarono per Kirkland numerose celebrità come Man Ray, Stephen Hawking, Romy Schneider, Audrey Hepburn, Mick Jagger, Sting, Björk, Arnold Schwarzenegger, Morgan Freeman, Orson Welles, Andy Warhol, Oliver Stone, Mikhail Baryshnikov, Leonardo DiCaprio, Coco Chanel, Marlene Dietrich, Brigitte Bardot, Judy Garland, Elizabeth Taylor, Sophia Loren, Catherine Deneuve, Michael Jackson, Paris Hilton, Diana Ross e Charlie Chaplin, il cui ritratto si trova alla National Portrait Gallery di Londra.
Kirkland è morto nell'autunno del 2022 a Los Angeles.